# La Cruz, Sinaloa
La Cruz, Sinaloa là thành phố ở bang Sinaloa, México.